# Edwige Ngono Eyia
Edwige Ngono Eyia, née le 10 juin 1988 à Yaoundé, est une lutteuse et une samboïste camerounaise.

## Carrière
Elle est médaillée d'argent des moins de 59 kg aux Championnats d'Afrique de lutte 2010 au Caire et aux Jeux de la Francophonie 2013 à Nice.
Elle remporte aux Championnats d'Afrique de lutte 2014 à Tunis la médaille d'argent en moins de 58 kg. 
Elle est médaillée de bronze dans la catégorie des moins de 60 kg aux Championnats d'Afrique de sambo 2014 à Yaoundé.
En 2015, elle est médaillée d'argent des moins de 60 kg aux Championnats d'Afrique à Alexandrie.